# Cascavel
Cascavel – miasto w Brazylii, w stanie Parana.
Liczba mieszkańców w 2000 roku wynosiła 228 340. W 2020 roku według danych IBGE populacja liczyła 332 333 mieszkańców.
W mieście rozwinął się przemysł mięsny oraz mleczarski.

Urodził się tam Juliano Belletti.